# گالوادوواگاما
گالوادوواگاما (به لاتین: Galwaduwagama) یک منطقهٔ مسکونی در سری‌لانکا است که در استان مرکزی (سری‌لانکا) واقع شده‌است.